# Amtsbezeichnungen der Bahnpolizei
Diese Liste führt die Amtsbezeichnungen in der ehemaligen Bahnpolizei der Deutschen Bundesbahn mit der entsprechenden Besoldungsgruppe und Schulterklappen auf. In Bezug auf die Schulterklappen gab es in den Jahren verschiedene Varianten, diese Liste entspricht dem letzten Stand (1985–1992) bis zur Integration der Bahnpolizei in den damaligen Bundesgrenzschutz (heute Bundespolizei).

## Mittlerer Dienst
Die Schirmmütze mit einem ziehbaren, auf Leder konfektionierten Mützenband aus blauer Kunstseide mit silberfarbenen Randstreifen.
| Amtsbezeichnung                                           | Besoldung | Schulterklappe |
| --------------------------------------------------------- | --------- | -------------- |
| Bundesbahnassistent im Bahnpolizeidienst (BAss Bp)        | A 5       |                |
| Bundesbahnsekretär im Bahnpolizeidienst (BS Bp)           | A 6       |                |
| Bundesbahnobersekretär im Bahnpolizeidienst (BOS Bp)      | A 7       |                |
| Bundesbahnhauptsekretär im Bahnpolizeidienst (BHS Bp)     | A 8       |                |
| Bundesbahnbetriebsinspektor im Bahnpolizeidienst (BBI Bp) | A 9       |                |

Bundesbahnbetriebsinspektoren konnte auch eine Amtszulage gezahlt werden.

## Gehobener Dienst
Das Mützenband wie der mittlere Dienst, doch aus silberfarbener Kunstseide mit dunkelblauen Randstreifen.
| Dienst- bzw. Amtsbezeichnung                          | Besoldung | Schulterklappe |
| ----------------------------------------------------- | --------- | -------------- |
| Bundesbahninspektor im Bahnpolizeidienst (BI Bp)      | A 9       |                |
| Bundesbahnoberinspektor im Bahnpolizeidienst (BOI Bp) | A 10      |                |
| Bundesbahnamtmann im Bahnpolizeidienst (BAMTM Bp)     | A 11      |                |
| Bundesbahnamtsrat im Bahnpolizeidienst (BAR Bp)       | A 12      |                |
| Bundesbahnoberamtsrat im Bahnpolizeidienst (BOAR Bp)  | A 13      |                |

## Höherer Dienst
Das Mützenband wie der mittlere Dienst, doch aus goldfarbener Kunstseide mit dunkelblauen Randstreifen.
| Dienst- bzw. Amtsbezeichnung            | Besoldung | Schulterklappe |
| --------------------------------------- | --------- | -------------- |
| Bundesbahn-Rat im Bahnpolizeidienst     | A 13      |                |
| Bundesbahn-Oberrat im Bahnpolizeidienst | A 14      |                |